# Syngamia subnebulosalis
Syngamia subnebulosalis là một loài bướm đêm trong họ Crambidae.